# 阿尔巴尼亚政治
阿尔巴尼亚全称阿尔巴尼亚共和国，前一政权为阿尔巴尼亚社会主义人民共和国，首都是地拉那（Tirana）。

## 政体
1991年阿尔巴尼亚社會主義人民共和國结束了46年的一黨專制及鎖國政策，同時改國名為阿爾巴尼亞共和國，民主化後建立多党制，由共產主義制度向議會民主制度转变，近年國家對外完全開放，旅遊業、商業、服務業發展蓬勃。

## 行政区划
阿尔巴尼亚现设州、区、乡、村。全国共有12个州，36个区。12个州为：
- 斯库台州
- 库克斯州
- 莱什州
- 迪勃拉州
- 都拉斯州
- 地拉那州
- 爱尔巴桑州
- 科尔察州
- 培拉特州
- 费里州
- 发罗拉州
- 吉诺卡斯特州

## 国庆节
1912年11月28日从鄂圖曼帝國独立，至此每年11月28日成為阿爾巴尼亞國慶日。

## 法律
- 現時的阿爾巴尼亞法律條文使用於全民投票後。在1998年11月12日，阿爾巴尼亞議會舉行了新憲法的全民公投，新憲法得到了大多數投票者歡迎。

### 死刑
現時阿爾巴尼亞已經廢除死刑制度，於2007年正式廢除。

### 法律体系
有一个民法体系，没有被国际法院接受，但是国际刑事法庭对其公民具有管辖权。

### 選舉權利
- 所有18歲或以上的阿爾巴尼亞本國出生公民及獲得政府批出的阿爾巴尼亞國籍的外來移民都具有參與國會和地方選舉權利，而阿爾巴尼亞的選舉制度是符合歐盟所訂下的民主基本原則。

## 阿爾巴尼亞國會
現任總統: 
- 阿爾巴尼亞現任總統伊利爾·梅塔（爭取一體化社會主義運動）2017年至今

現任總理: 
- 阿爾巴尼亞現任總理埃迪·拉馬（阿爾巴尼亞社會黨）2013年至今

内阁:
- 部长会议由总理提议，总统提名， 最後阿爾巴尼亞議會批准。

總統和總理選舉:
- 总统由议会秘密投票选举产生，任期為5年; 最近一次總統选举在2017年4月举行，下一次选举在2022年舉行，参看2017年阿爾巴尼亞總統選舉; 总理由总统任命，現任總理為埃迪·拉馬，於2013年9月15日上任 。

總統選舉結果:
- 伊利爾·梅塔成為現任阿爾巴尼亞总统，當選總統後按議會規則即時退任爭取一體化社會主義運動黨主席。

## 立法机关
阿尔巴尼亚议会是一院制的，每届任期4年。共140席；100席由直接选举产生；40席由比例投票产生。

## 司法机关
司法机构包括地方法院、上诉法院、最高法院、宪法法院及检察院。最高法院由议会选举产生。四年一届。

## 政党
政治压力团体：
反對黨
- 阿爾巴尼亞民主黨（自2013年為阿爾巴尼亞的在野黨）

## 国旗
阿爾巴尼亞國旗的中央绘有一只黑色的双头鹰（因此阿爾巴尼亞又稱為山鷹之國），為阿爾巴尼亞民族英雄斯坎德培對抗奧斯曼帝國入侵期間所佩帶的雙頭雄鷹標誌的國家象徵。

## 國內問題

### 「卡努」血仇習俗
- 卡努血仇習俗起原於中世紀的巴爾幹半島地區。在霍查當政以前，各種野蠻落后的習俗對阿爾巴尼亞社會影響極大，其中最有代表性的是名為“卡努”的習慣法。“卡努法典”始創於15世紀，由一位名叫萊克·杜卡季尼（英语：Lekë Dukagjini）的親王設立，數百年來一直主導着阿爾巴尼亞北部荒涼山區的農村社會，對於家族血仇進行着一絲不苟的規定，從複血仇殺人的方式。當中法典列明了倘若有家中成員謀殺了鄰居的仇人或敵人，則受害者家屬必需殺死謀殺者家屬的其中一個成年男人，但絕對不能入屋追殺，只能在該男人離開家中範圍才能殺害。

另外就連屍體的擺放，到吊唁和葬禮，以及事后要上繳交給“卡努”監護者的“血税”，無一不在其嚴密掌控之內。根據“卡努法典”，女人只能扮演照顧孩子、操持家務的角色，不能從事正規職業。霍查主導了一系列激進的社會改革，廢止“卡努法典”，以強硬的手段打擊了原本在阿爾巴尼亞極為強大的天主教宗教保守勢力，根除阿爾巴尼亞歷史上根深蒂固的家族械鬥和榮譽謀殺傳統，改變婦女社會地位低下的狀況，使她們享有和男子同等的教育和工作權利。
另外，在中世紀時期巴爾幹的女性因該法典而影響十分深遠，比如人權被嚴重剝削，又不能享有投票權、不能抽煙、工作、上學、運動等，只可以留在家中打理家務，同時在家庭中往往由男性主導，因此女性幾乎沒有決定權和自主權利。
卡努法典早在巴爾幹諸國（如塞爾維亞、克羅地亞、波斯尼亞等國家）全面廢除，唯獨阿爾巴尼亞卻仍維持此習俗約5個世紀。阿爾巴尼亞在共產時期徹底在全國廢除，但是在1991年共產政權倒台後「卡努」習俗曾再度出現於阿爾巴尼亞（大多僅限北部偏遠山區村莊）。雖然自1991年至2014年因此習俗的受害家庭估計多達10000個，不過隨著阿爾巴尼亞政府當局積極嚴厲打擊此習俗和犯罪者與受害者雙方近年也試行多種方法令雙方和解甚至棄用此習俗，使這習俗逐漸在阿國式微，加上民主化後阿爾巴尼亞人民（不論男女）普遍也非常願意接受西方社會的自由價值觀，更令擾攘阿爾巴尼亞人民已久的「卡努」習俗問題有望於短期內完全解決。

### 失業率高
- 估計每年大約有數千至一萬多的阿爾巴尼亞人因在國內失業而要前往意大利和西歐國家移民及尋找工作。近年此情況有所改善，主要是因為阿爾巴尼亞國內就業機會增加、社會凝聚力增加及政府推行的經濟改革漸見成效有關。

### 貧窮
- 阿爾巴尼亞曾經為全歐洲最貧窮的國家之一，但現時已較東歐的烏克蘭、摩爾多瓦略富。近年阿爾巴尼亞經濟狀況有顯著的改善，並於2014年成為歐盟候選國。

## 国际问题
阿爾巴尼亞政府呼籲鄰國保護在當地的阿爾巴尼亞人的權利，并且和平解決不同種族之間的爭議，但阿族（阿爾巴尼亞人）與塞族（塞爾維亞人）就2008年2月17日科索沃獨立事件領土主權問題中兩國關係變得非常緊張，不時雙方會在社交媒體上和示威中互相指罵或手持政治標語抗議。一些在鄰國和阿國本地的阿爾巴尼亞人的族群鼓吹“大阿爾巴尼亞”民族主義，但是這種想法在阿爾巴尼亞民族中吸引力一般，不過自從阿爾巴尼亞近年的體育、經濟、民主、社會民生方面取得不錯的成果，驅使更多阿爾巴尼亞人產生愛國主義甚至領土收復主義。
2017年1月14日，載有塞爾維亞旅客和政府人員並印有屬於塞爾維亞政府「科索沃是塞爾維亞的」火車駛入北科索沃附近邊境時，塞爾維亞政府便宣稱當地的阿爾巴尼亞人企圖在火車路軌埋下炸彈，但科索沃政府已作出否認和認為這是塞爾維亞政府向科索沃主權挑釁的一個藉口。因此科索沃政府拒絕了該列火車入境科國領土，隨後導致雙方出現短暫的外交風波。被阿爾巴尼亞人視為挑釁科索沃領土主權後，這些問題加強了阿爾巴尼亞民族凝聚力，也間接使支持和鼓吹大阿爾巴尼亞主義的阿族比例有增加趨勢。
另外，每年有數千名失業的阿爾巴尼亞人移居到鄰近的意大利和其他西歐或歐盟國家尋找工作。

### 违禁药物

#### 毒品
阿爾巴尼亞是西南亚的鸦片、大麻运输到巴尔干半岛的通路和转运点，而且越来越活跃（一定程度上）；来自南美洲的可卡因被运往西欧；大麻和鸦片的生产有一定增长，阿尔巴尼亚人的贩毒组织在欧洲活跃和扩大。

### 非法移民和洗黑錢
在走私、非法移民、非法武器上的地方贸易与洗钱問題上有一定的連繫，但總體來說此問題對阿國國內治安危害的困擾比同屬東歐的摩爾多瓦東部邊境分離主義地帶德涅斯特河沿岸和烏克蘭東部頓涅茨克、盧甘斯克來說算是輕微的，而且阿爾巴尼亞近年治安和政局變得穩定。

## 科索沃獨立問題
自2008年2月17日科索沃宣布獨立以來，阿爾巴尼亞與鄰國塞爾維亞為科索沃獨立問題爭論不斷，雖然兩國現時已經停火，同時阿族主導的軍事組織科索沃解放軍已於2001年正式解散。不過兩國在簽訂和平協議後至今仍未有正式建立外交關係，且不時有雙方民族主義者和愛國主義者互相在社交媒體專頁上及現場以言語、政治標語、口號挑釁，甚或間中會在球場內投擲煙花，焚燒對方國旗或其他物品的情況十分常見。而在科索沃北部城市科索沃米特羅維察（阿爾巴尼亞語:Mitrovicë）最好展示了現今塞阿兩族「分裂」的局面，市內伊巴爾大橋則成了兩族控制區的分界線，南面由阿族管治，北面由塞族管治，可見現時塞阿兩國關係仍然較為緊張。